# 하스이케촌
하스이케촌(일본어: 蓮池村)은 일본 고치현 다카오카군에 설치되었던 촌이다. 현재의 도사시에 해당한다.

## 참고 문헌
- 角川日本地名大辞典編纂委員会,『角川日本地名大辞典 39 高知県』1983, 角川書店